# Igor Boraska
Igor Boraska (ur. 26 września 1970 w Splicie) – chorwacki wioślarz. Medalista olimpijski z 2000 w ósemce. Startował również na letnich igrzyskach olimpijskich w 1996 i 2004, a także w czwórce bobslejowej na zimowych igrzyskach olimpijskich w 2002 (w ostatnim ślizgu zastąpił Nikiego Drpicia).

## Osiągnięcia
- Mistrzostwa Świata – Račice 1993 – dwójka ze sternikiem – 5. miejsce[2].
- Mistrzostwa Świata – Indianapolis 1994 – dwójka ze sternikiem – 1. miejsce[2].
- Mistrzostwa Świata – Tampere 1995 – ósemka – 13. miejsce[2].
- Igrzyska Olimpijskie – Atlanta 1996 – czwórka bez sternika – 7. miejsce[2].
- Mistrzostwa Świata – Aiguebelette 1997 – dwójka bez sternika – 11. miejsce[2].
- Mistrzostwa Świata – Kolonia 1998 – czwórka ze sternikiem – 2. miejsce[2].
- Mistrzostwa Świata – St. Catharines 1999 – czwórka bez sternika – 15. miejsce[2].
- Igrzyska Olimpijskie – Sydney 2000 – ósemka – 3. miejsce[2].
- Mistrzostwa Świata – Lucerna 2001 – ósemka – 2. miejsce[2].
- Mistrzostwa Świata – Sewilla 2002 – czwórka ze sternikiem – 3. miejsce[2].
- Mistrzostwa Świata – Mediolan 2003 – ósemka – 9. miejsce[2].
- Igrzyska Olimpijskie – Ateny 2004 – czwórka bez sternika – 12. miejsce[2].
- Mistrzostwa Świata – Monachium 2007 – czwórka bez sternika – 17. miejsce[2].
- Mistrzostwa Europy – Ateny 2008 – ósemka – 5. miejsce[2].